# بروکستاو
بروکستاو (به انگلیسی: Broxtowe) یک منطقهٔ مسکونی در بریتانیا است که در ناتینگهام‌شر واقع شده‌است.

## خواهرخوانده
شهر گوترسلو خواهرخواندهٔ بروکستاو هست.